# Polvere da sparo (singolo)
Polvere da sparo è un singolo del cantautore italiano Gaudiano, pubblicato il 12 novembre 2020.
Il brano ha vinto la sezione "Nuove proposte" del Festival di Sanremo 2021.

## Video musicale
Il videoclip del brano, diretto da Annapaola Martin, è stato pubblicato il 26 febbraio 2021 sul canale YouTube del cantautore.

## Tracce
1. Polvere da sparo – 3:21 (Luca Gaudiano e Francesco Cataldo)

## Classifiche
| Classifica (2021) | Posizione massima |
| ----------------- | ----------------- |
| Italia            | 33                |